# Plages du débarquement allié en Normandie

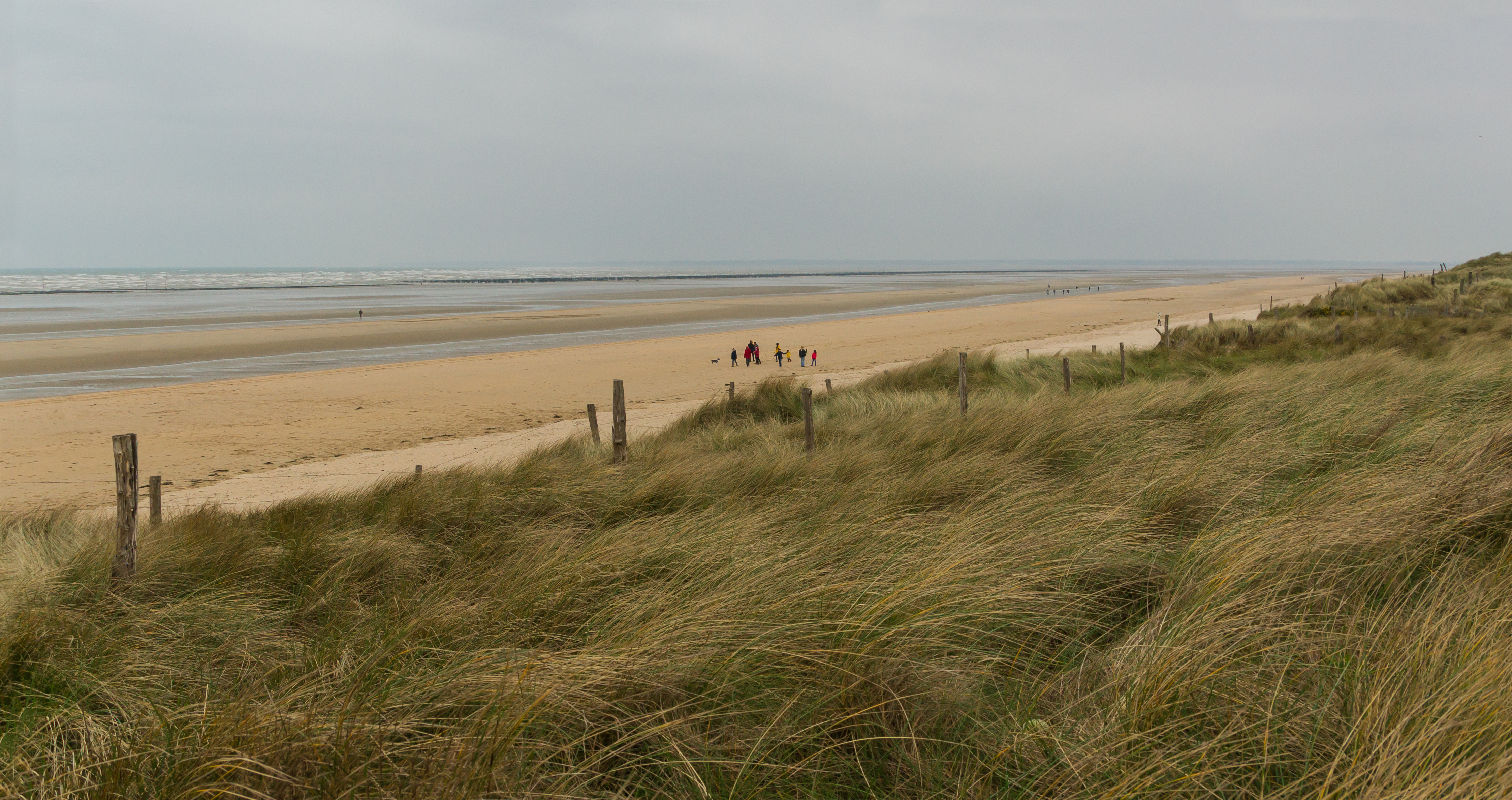
Utah Beach, l'une des plages du débarquement allié en Normandie (2015).

Les plages du débarquement allié en Normandie représentent cinq plages où les alliés ont débarqué le 6 juin 1944 au cours de la bataille de Normandie pendant la Seconde Guerre mondiale. En raison de leur importance historique et symbolique, une candidature pour une inscription des Plages sur la liste du patrimoine mondial (UNESCO) a été déposée en janvier 2018 puis en février 2025 par le Gouvernement français.

## Situation

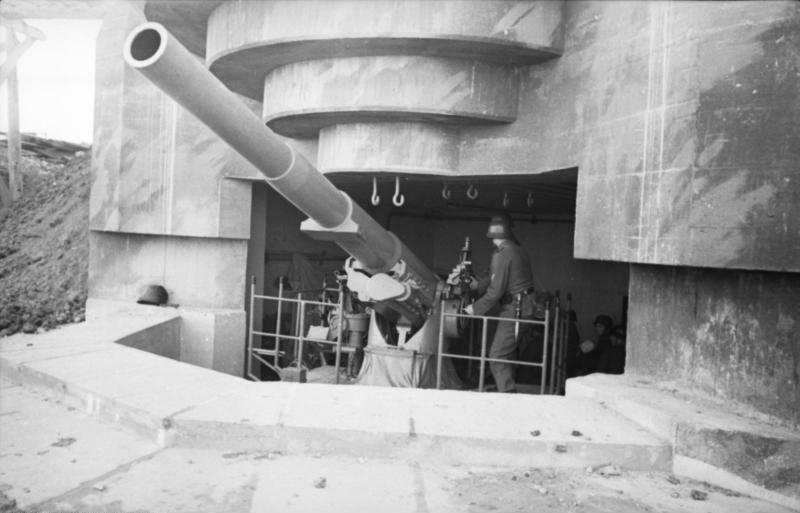
Un élément clé qui explique le choix du débarquement sur ces plages est l'appui feu limité délivré par l'artillerie terrestre allemande en baie de Seine (ici un des six canons de 155 mm GPF de la pointe du Hoc) alors que les Alliés bénéficieront d'un appui feu naval et aérien important.

Les plages sont situées sur la côte occidentale du Calvados (à l'ouest de l'embouchure de l'Orne) et, pour Utah Beach, dans le Plain sur la côte sud-est du Cotentin (dans la Manche).
Le choix d'un débarquement en Europe du Nord-Ouest et plus précisément les plages de Normandie se fait lors de la conférence Rattle (Crécelle) qui a lieu du 29 juin au 4 juillet 1943 à Largs, en Écosse. Présidée par le vice-amiral Mountbatten, chef du Combined Chiefs of Staff, en présence des membres du COSSAC et des commandants des principales forces alliées au Royaume-Uni, la conférence examine tous les plans de l'opération Overlord préparée par le COSSAC. Ce dernier justifie le choix de la Normandie par une traversée de la Manche courte qui facilite la couverture aérienne et la rotation des navires de ravitaillement, des plages d'accès faciles abritées des vent d'Ouest par la péninsule du Cotentin qui avantagent l'opération amphibie, la présence d'un port en eau profonde (Cherbourg), et un littoral moins bien défendu par le Mur de l'Atlantique que celui du Pas-de-Calais, un temps pressenti. Au cours de la conférence de Québec en août 1943, le COSSAC présente un plan complet et cohérent, et fixe au 1er mai 1944 la date de la traversée de la Manche.

## Désignations
Les plages sont, d'ouest en est :
- Secteur américain :
  - Utah Beach ;
  - Omaha Beach.
- Secteur anglo-canadien :
  - Gold Beach ;
  - Juno Beach ;
  - Sword Beach.

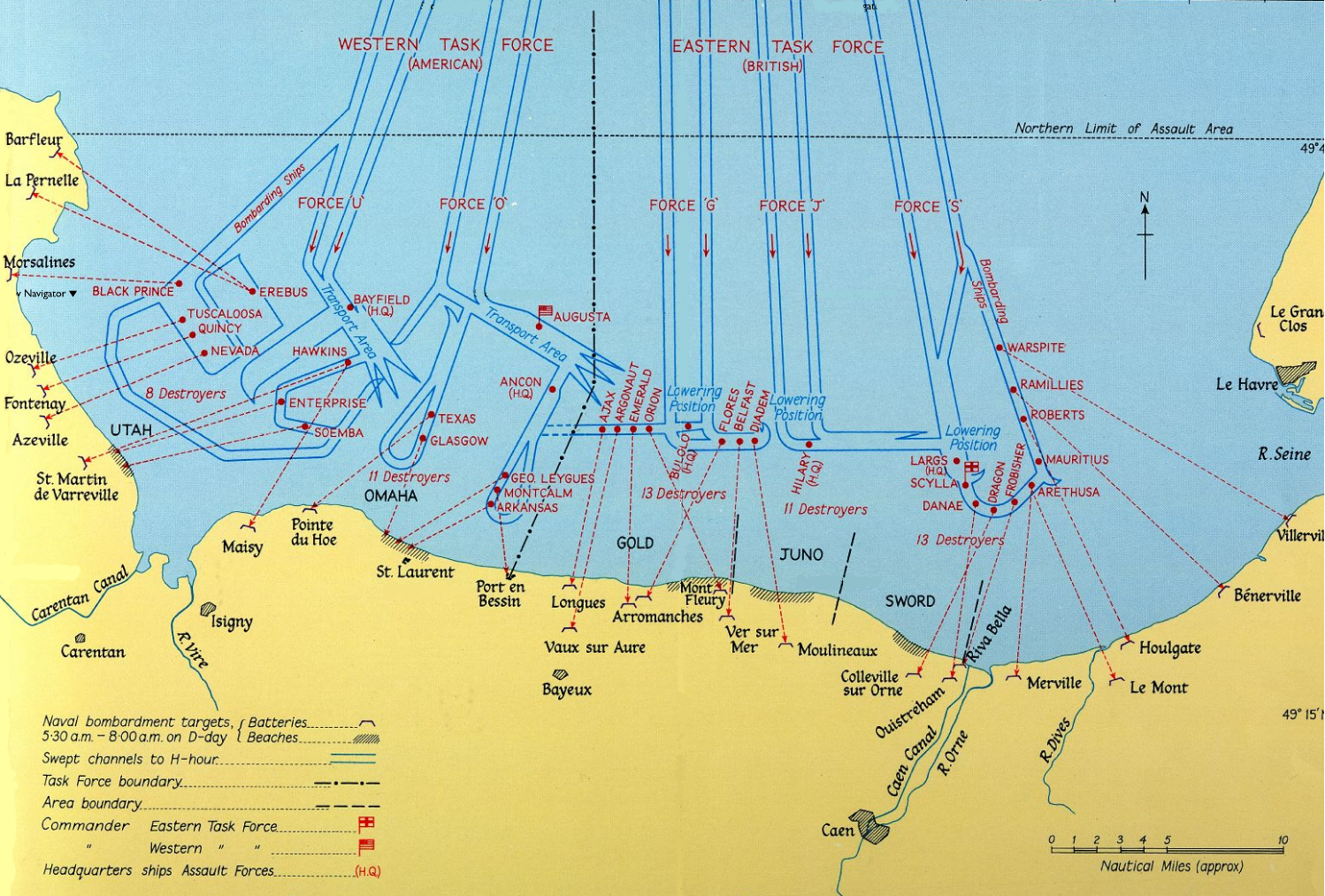
Plages du débarquement et accès des navires alliés, zones de regroupement des navires alliés.

En complément des sites des plages mêmes, un certain nombre de sites sont également proposés à la reconnaissance mondiale comme la pointe du Hoc, la batterie de Longues-sur-Mer, le port artificiel Winston Churchill ainsi que les vestiges subaquatiques au large des plages et l'île du Large (îles Saint-Marcouf), située face à Utah Beach et qui fut libérée à 4 h du matin, le 6 juin 1944.

## Toponymie
Le choix des noms de code des plages est décidé lors de réunions au SHAEF, :
- pour les Américains, le général Omar Bradley (chef d'état-major au SHAEF) opte pour les noms d'un État et d'une ville du Nebraska d'où sont originaires deux sous-officiers (au moment de baptiser les 2 points prévus pour le débarquement,  demanda à deux sous-officiers présents d'où ils étaient originaires ; l'un répondit : « d'Omaha, mon Général », et l'autre : « de l'Utah, mon Général »).
- pour les Anglo-Canadiens, le maréchal Montgomery choisit les noms abrégés des animaux aquatiques Goldfish (poisson rouge), Swordfish (espadon) et Jellyfish (méduse). Ce dernier nom, dont l'abrégé Jelly signifie confiture, n'est pas apprécié par Churchill et les Canadiens. Le wing commander canadien Michael Dawnay propose Juno, qui est le prénom de son épouse. Après vérification par les services du chiffre, ce nom de code est accepté par le SHAEF.

## Projet de candidature UNESCO
En 2014, ces plages figurent sur la liste indicative française pour une inscription au patrimoine mondial. Officiellement déposé par la France en janvier 2018, le dossier de candidature a fait l'objet d'un début d'expertise par ICOMOS International. Toutefois, cette instruction a été suspendue à la suite de la décision prise par le Comité du patrimoine mondial lors de sa dernière session à Bahreïn de confier aux experts internationaux une réflexion sur la manière dont les « sites associés à des conflits récents » pourraient être en rapport avec l'objectif et la portée de la Convention du patrimoine mondial.   
En février 2025, un nouveau dossier de candidature au Patrimoine mondial de l'Unesco est déposé par le ministère de la culture.

## Tourisme mémoriel
Les plages du débarquement sont associées à des centaines de lieux de mémoire répertoriés (plages, musées, cimetières, sites naturels, vestiges…) qui attirent chaque année 5 millions de visiteurs dont la moitié vient de l'étranger, ce qui en fait le premier site touristique calvadosien le plus visité, le tourisme mémoriel étant pilier de l'économie locale. La promotion par les opérateurs institutionnels du tourisme, participe aux stratégies de coopération ou de concurrence avec les autres sites touristiques tels que le Mémorial de Caen et le musée de la tapisserie de Bayeux.
En 2020, le président de la région Normandie Hervé Morin annonce le projet de création d'un parc sur la bataille de Normandie. Ce projet nommé initialement "hommage aux héros" consiste en une expérience immersive composée d'une tribune posée sur des rails faisant passer 1000 spectateurs à travers différentes reconstitutions historiques. Il suscite cependant très vite une levée de boucliers de la part d'habitants ou d'anciens combattants remettant en cause l'éthique du projet, qui consisterait selon eux à générer de l'argent sur la mémoire des soldats tombés au combat et à glorifier la guerre, quand d'autres arguent au contraire que ce projet permettrait d'attirer les jeunes vers l'histoire et de perpétuer la mémoire de cet événement ,,. Pour tenter d'atténuer les critiques sur une possible glorification de la guerre, le projet est rebaptisé "Normandy Memory" en 2023 .